# Ozoroa concolor
Ozoroa concolor är en sumakväxtart som först beskrevs av Presl och Otto Wilhelm Sonder, och fick sitt nu gällande namn av De Winter. Ozoroa concolor ingår i släktet Ozoroa och familjen sumakväxter. Inga underarter finns listade i Catalogue of Life.